# Sophronica parallela
Sophronica parallela là một loài bọ cánh cứng trong họ Cerambycidae.